# 오노데라 겐야
오노데라 겐야(일본어: 小野寺 健也, 1997년 11월 18일~)는 일본의 축구 선수이다.

## 구단 경력
그는 2020년 J2리그의 몬테디오 야마가타에 입단했다. 2021년 도치기 SC로 이적했다. 2023년까지 28경기에 출전하여, 1득점을 넣었다. 2024년 일본 풋볼 리그의 레일락 시가 FC로 이적했다.